# Crank: High Voltage
Crank: High Voltage (titulada: Crank 2: Alto Voltaje en Hispanoamérica y Crank: Alto Voltaje en España) es una película de acción estadounidense de 2009, secuela de Crank. Esta se inicia tres meses después de la primera película, conservando su estilo de narración (el tiempo en que transcurre la película y el tiempo real coinciden y añadiéndole surrealismo). Crank: High Voltage fue escrita y dirigida por Mark Neveldine y Brian Taylor, que escribieron y dirigieron la película anterior. La película fue lanzada en el Reino Unido el 16 de abril de 2009, un día antes de su fecha de lanzamiento norteamericana.

## Argumento
Chev Chelios (Jason Statham) se cae de un helicóptero durante los momentos finales de la primera película. Inmediatamente después de su caída, es recogido de la calle con una pala de nieve por un grupo de médicos chinos.
Chev se despierta en una clínica y ve cómo unos doctores le quitan el corazón, mientras Johnny Vang (Art Hsu) lo observa todo. Los doctores colocan el corazón de Chev en un refrigerador rojo con un candado y le colocan un corazón artificial en el pecho. A pesar de esto, consigue escapar. Durante la huida descubre que tiene una batería amarilla pegada a su piel con un adhesivo. Después de un tiroteo y la interrogación que le hace a un sicario, Chev descubre el paradero de Johnny Vang: el Cypress Social Club.
Chev llama a Doc (Dwight Yoakam) que le dice que le han puesto un corazón artificial. Éste le explica que, una vez que el paquete de batería externo se agote, tendrá 60 minutos antes de que la batería interna deje de funcionar. Chev estrella su coche a raíz de una conversación que mantenía mientras conducía, destruyendo su batería externa. Para salvar la vida, Chev hace que el conductor le deje usar sobre sí mismo las pinzas de la batería de su coche para cargar la batería interna y poder llegar al Club.
Nada más llegar allí, Chev salva sin querer a una prostituta cantonesa llamada Ria (Bai Ling) de manos de uno de los clientes del Club. Ria intenta ligarse a Chev y le dice que ella sabe dónde está Vang (quien huyó de la clínica llevándose la nevera con el corazón de Chev). Ria lleva a Chev a un club de estriptis, donde Chev encuentra a su antigua novia Eve Lydon (Amy Smart), quien lo daba por muerto. En un cuarto trasero, un grupo de gánsteres mexicanos, conducido por Chico (Joseph Julian Soria), Vang y Chev coinciden. Al final, Vang escapa y Chev se enfrenta a los mexicanos en un tiroteo, matándolos a todos (excepto a Chico, que se escapa por una puerta de atrás). Chev interroga a un gánster herido, que le informa que El Hurón (Clifton Collins junior) trata de matarlo aunque no sabe por qué. Chev recoge a Eva y huyen del Club.
Fuera del Club, Chev se encuentra con un grupo de policías que comienzan a darle una paliza. Es derribado, pero uno de ellos, sin querer, carga a Chev usando una pistola eléctrica, lo que ocasiona que Chev se "recargue". Chev roba un coche policía y mete a Eve dentro, junto a otra bailarina que le dice a Chev que debería buscar a Johnny Vang en el hipódromo de Hollywood. Chev se encuentra con Venus (Efren Ramírez), que le revela ser el hermano de Kaylo. Él también tiene el Síndrome de Tourette. Al principio, Chev le dice a Venus que todos los responsables de la muerte de su hermano están muertos, pero esto hace que Venus pierda el interés y se marche, pero como necesitaba su ayuda, Chev le dice a Venus que El Hurón estuvo implicado pero nadie lo sabía.
En el hipódromo, a Chev se le agota la energía de la batería interna del corazón artificial. Llama a Doc y descubre que el corazón puede ser cargado por la piel mediante la fricción. Primero intenta cargarse con un joven que está parado en el hipódromo (Chester Bennington) luego con una anciana y entonces consigue a Eve y se pone encima de él y comienzan a hacer el amor en medio del hipódromo mientras la muchedumbre feliz los aplaude y Chev se recarga a plena energía. Chev descubre a Vang y abandona a Eve. Vang se fuga y Chev está a punto de ser arrestado por los de seguridad cuando Don Kim llega y mete a Chev en su limusina. Don informa a Chev de que hay un líder en las Tríadas llamado Poon Dong (David Carradine) que necesita de un trasplante de corazón. Cuando Poon se enteró de la capacidad de resistencia de Chev al veneno chino, dio una orden de captura por el corazón de Chev. Don Kim le dice entonces a Chev que le entregará a Poon Dong por una recompensa. Para evitar dársela, Chev mata a todos los cómplices de Kim que estaban en la limusina, incluyendo al conductor de la misma, y dispara a Don Kim varias veces. Mientras tanto, Eve es detenida y Venus llama a Orlando (Reningún Wilson) para ayudarle a encontrar a El Hurón.
Mientras conduce, Chev choca con una ambulancia, la aborda y se sorprende al ver que el auxiliar intenta reanimar a uno de los cómplices de Kim al que disparó minutos antes. Chev necesita más energía y fuerza al auxiliar a usar el desfibrilador sobre sí mismo en lugar de sobre el gánster, que finalmente muere. Cuando Chev sale de la ambulancia, ve a Johnny Vang caminando por la calle. Vang trata de escaparse en un coche, pero el coche se va sin él, y Chev persigue a Vang hasta una estación eléctrica, donde tiene lugar una pelea entre Chev y Vang. 
Tras ganar la pelea, Chev descubre que dentro de la neverita roja de Vang no está su corazón (el contenido del cual es desconocido, pero hace que Chev se retuerza del asco). Chev es informado por el doctor Miles de que su corazón ya fue trasplantado a Poon Dong, pero promete encontrarlo. Chev le pregunta a Johnny Vang, pero Chico y sus secuaces aparecen, disparan a Johnny Vang y golpean a Chev, dejándolo inconsciente.
Hay un flashback de Chev cuando era un niño, con su madre (Jennifer Stick) en el programa de televisión de Luke Canard, hablando de sus tendencias violentas. Eve es interrogada por la policía pero ésta no delata a Chev. Miles usa a su ayudante, Chocolate, para tenderle una trampa a Poon Dong y neutralizarlo.
Chev se despierta por choques eléctricos a sus testículos, y lo llevan con una lancha rápida a una isla donde le espera El Hurón. Este le explica que él es el tercer hermano de Verona, y que Chev ha matado a Ricky (José Pablo Cantillo) y Alex Verona (Jay Xcala). Le revela a Ricky la cabeza de Verona, que está siendo mantenida con vida en un tanque por un grupo de científicos. Chev es azotado para el placer de Verona, y está a punto de morir cuando Orlando, Venus, y Ria aparecen, cada uno con su propio grupo de matones, y el caos estalla.
Chev abre el tanque de Verona y le propina varias patadas a su cabeza en una charca, pero comienza a perder energía, pues su corazón está dejando de funcionar. Se sube a un pilón eléctrico cercano y agarra los aisladores para recargar, pero sale despedido por el contacto. Venus lucha con El Hurón y está a punto de perder cuando reaparece Chev, parcialmente quemado por el fuego de la electricidad y, todavía ardiendo, golpea a El Hurón hasta matarlo y luego lanza su cuerpo a la charca junto a la cabeza de Ricky. En un estado de enajenación mental, Chev intenta abrazar a Ria (pensando que es Eve) pero le prende fuego por el contacto, y ella huye gritando. Mientras el fuego lo desfigura, Chev anda hacia la cámara y le enseña el dedo medio a la audiencia en el momento final de la película.
Durante los créditos, Doc Miles vuelve a colocar el corazón de Chev. Al principio esto parecía ser un fracaso, pero después de que se hayan marchado todos, los ojos de Chev se abren y se oye latir su corazón.

## Reparto
- Jason Statham como Chev Chelios.

- Amy Smart como Eve Lydon.

- Lydon Efren Ramírez como Venus.

- Dwight Yoakam como Dr. Miles

- Reningún Wilson como Orlando.

- Clifton Collins Jr. como Huron.

- Bai Ling como Ria.

- Art Hsu como Johnny Vang.

- David Carradine como Poon Dong.

El antiguo actor infantil Corey Haim tiene un papel secundario en la película. También cuenta con la aparición en la película de estrellas del cine porno como Jenna Haze, Nick Manning, Ron Jeremy, Henry Juárez y Lexington Steele. Chester Bennington, vocalista de Linkin Park, quien apareció en un breve cameo en la primera parte, aparece en esta película. También cuenta con el vocalista de la banda Tool Maynard James Keenan así como el anterior miembro de Nine Inch Nails, Danny Lohner, la estrella pop Geri Halliwell (quien aparece en un flashback), el luchador de la UFC Keith Jardine, la actriz Lauren Holly y el fundador de Troma, Lloyd Kaufman.

## Producción
Lionsgate Film manejó la distribución norteamericana de la película, mientras la Lakeshore Entertainment se encargó de la distribución internacional. La filmación comenzó en abril de 2008. Los escritores y directores confirmaron que sería más sexual y la violencia llevaría la película a la categoría de R. Como la primera película, el presupuesto de producción será inferior a 20 millones de dólares. Para ayudar mantener los gastos bajos, los cineastas aprovecharon el bajo precio prosumer HDV cámaras como la Canon XH-A1, así como un modelo de consumidor, la Canon HF10. 
La película ha recibido una posición de R por el MPAA basado en una entrevista con Amy Smart. Ella fue fotografiada blandiendo engrasadores(pezones) dados un toque y revelada que su carácter Eva se ha hecho un bailarín de poste.

## Continuación
En una entrevista, cuando se le preguntó sobre la tercera parte de Crank la actriz Amy Smart dijo que había estado hablando sobre ello, pero los guionistas no han dado declaraciones oficiales.

## Banda sonora
Para el tráiler de la película se usó la canción Given up de Linkin Park. La mayor parte de la banda sonora fue realizada por el compositor y multiinstrumentista Mike Patton.
El resto de las canciones que aparecen en la película son:
- "Keep On Loving You" de [REO Speedwagon].
- "The Stroke" de [Billy Squier].
- "Heard It In A Love Song" de [Marshall Tucker Band].
- "Let's get it on "de [Marvin Gaye].

## Recepción
La respuesta crítica ha sido mixta. La película recibió 64 % en Rotten Tomatoes (un porcentaje más alto que el original). Sin embargo, Metacritic citó una cuenta de 47 de 100, basado en 12 revisiones. La taquilla en su primera semana fue de 6.510.000 de dólares en 2223 teatros, aunque su precursor sólo abierto con 10 millones de dólares.